# Evrovizijska Melodija
EMA (Evrovizijska Melodija; en castellano, La Melodía de Eurovisión) Es un concurso nacional en Eslovenia que desde 1996 está destinado a seleccionar el tema que representará al país en el Festival de la Canción de Eurovisión. El concurso ha venido celebrándose de manera anual desde que Eslovenia debutara en Eurovisión, excepto en dos ocasiones (1994 y 2000) cuando Eslovenia no compitió en el Festival de la Canción.
El concurso es organizado y retransmitido por la Radiotelevizija Slovenija (RTV SLO). Anteriormente, el concurso era conocido como Slovenski izbor za pesem Evrovizije (literalmente Selección Eslovena para el Festival de la Canción de Eurovisión) en sus ediciones celebradas en 1993 y 1995.

## Historia
El EMA ha sido desde su comienzo el programa de selección del representante de Eslovenia en el Festival de la Canción de Eurovisión. Originalmente se tituló "Slovenski Izbor za Pesem Evrovizije" (en castellano: Selección eslovena para el Festival de la Canción de Eurovisión), aunque fue renombrado como EMA en 1996.
Después de la disolución de la antigua Yugoslavia y la formación del estado de Eslovenia, la RTV SLO consiguió el ingreso en la Unión Europea de Radiodifusión (UER) en 1992, por lo que ya pudo participar en el Festival de la Canción de Eurovisión 1993 por primera vez como país independiente. RTV SLO organizó el primer "EMA" el 25 de febrero de 1993 en sus estudios de Ljubljana, Eslovenia. El concurso tuvo 12 participantes. Irónicamente, 1X Band no estaba en la lista de participantes original. Sin embargo, después de la descalificación de uno de los participantes originales, se eligió a ese grupo para participar en el último minuto. El ganador fue seleccionado por 12 jurados de estaciones de radio regionales de toda Eslovenia. Cada jurado de radio votó con el método habitual de Eurovisión (1–8, 10 y 12 puntos).
Debido a que la primera aparición de Eslovenia en Eurovisión finalizó entre los últimos 7 puestos, a Eslovenia no se le permitió participar en 1994. Por lo tanto, el concurso no se llevó a cabo ese año.
El concurso siguió el formato de 1993 en sus ediciones de 1995 y 1996. Pero en esta última, solo participaron once temas, debido a la descalificación del duodécimo participante antes de que se realizara el concurso.
En 1997, el EMA vio grandes cambios en su formato. RTV SLO invitó a 7 compositores a que cada uno escribiera 2 canciones para la final, en lugar de la llamada a la participación que se había realizado en las ediciones anteriores. Además, los jurados regionales fueron reemplazados por el televoto. Ambas características se mantuvieron en producción también en 1998.
En 1999, el EMA eliminó el formato de invitación y una vez más abrió una convocatoria de canciones. RTV SLO finalmente eligió 20 canciones, pero 3 de ellas fueron descalificadas, lo que hizo que la lista final de participantes fuera de 17. El peso del televoto se redujo a 1/3 de la votación final, incluyendo además el voto de un jurado de expertos eslovenos y el de un jurado de expertos internacionales. Cada factor de la votación (Televoto, jurado esloveno y jurado internacional) votaron con el formato habitual de Eurovisión (1–8, 10 y 12 puntos). Esta edición causó gran controversia ya que el ganador del televoto, Tinkara Kovač, no ganó la selección.
En 2000, Eslovenia no participó en el Festival de Eurovisión debido a sus pobres resultados entre 1995 y 1999.
En 2001, el EMA regresó, alargando su duración, por primera vez, a 2 noches. En la semifinal se presentaron 22 participantes. El televoto eligió seis temas y el jurado eligió otros 6, que llegaron a la final. Allí, la votación final volvió a depender del televoto, el jurado de expertos y el jurado de la RTV SLO. Este mismo formato continuó en 2002; sin embargo, en esta edición solo hubo 18 semifinalistas y 10 finalistas. En ambas ediciones, Karmen Stavec terminó primera en televoto y segunda en resultados generales. Esto causó una gran controversia, especialmente porque sus canciones recibieron críticas mucho mejores y mayor éxito comercial que cualquier otro participante en estas dos ediciones.
En 2003, el formato volvió a ser el de una gala de una noche. El concurso se trasladó de los Estudios de la RTV SLO al Centro de Exhibiciones y Convenciones (Gospodarsko Razstavišče) de Ljubljana. El nuevo lugar era 5 veces más grande y tenía espacio para una audiencia de 1500 personas. El EMA contó con dieciséis participantes. En la primera ronda, el televoto y el voto de los jurados internacionales decidieron el paso de los 3 primeros clasificados para la siguiente fase. En la segunda ronda, el televotó determinó el ganador. El mismo formato con cambios menores regresó en 2004. La polémica regla de que los votos del jurado anulaban los televotos en la primera ronda, resultó en la eliminación de los favoritos de los televidentes, Bepop en 2003 y Natalija Verboten en 2004, en esa primera ronda.
El formato de 2004 siguió el de 2003 con la introducción de cuatro semifinales semanales, tras las cuales se celebró la final dos semanas después de la última semifinal. En cada semifinal participaban 8 canciones, de las que los espectadores elegían 3 temas y el jurado elegía 1 único tema.
La controversia que rodeó al EMA en esos últimos años, provocada por el hecho de que el favorito de los espectadores no ganó la selección en 7 años (desde 1998), hizo que los productores decidieran abandonar los jurados y seleccionar al ganador únicamente por televoto. En 2005, el programa volvió a grabarse en los estudios de la RTV SLO y el ganador fue seleccionado en dos rondas de televoto. Se seleccionaron trece participantes de las canciones presentadas en la convocatoria abierta y un decimocuarto participante fue el ganador de Bitka Talentov (La batalla de talentos; el concurso de talento musical de la RTV SLO).
En 2006, la RTV SLO decidió modificar el formato otra vez, incorporando de nuevo al jurado. La votación se dividió entre llamadas desde teléfonos de línea fija, mensajes desde teléfonos móviles y votación de jurado, donde cada uno de ellos otorgaba puntos al estilo de Eurovisión (1–8, 10 y 12 puntos). Este formato de votación resultó en la eliminación de otro de los favoritos de los espectadores.
Debido a la controversia en 2006, la RTV SLO decidió abandonar el voto de los jurados y volver a confiar el 100% de la selección al televoto. La edición 2007 consistió en 3 shows que se celebraron durante tres noches. Todo el espectáculo se llevó a cabo en el Centro de Exhibiciones y Convenciones. Por primera vez en 3 años, el ganador no fue el candidato seleccionado desde el Bitka Talentov, ya que Eva Černe (la ganadora de Bitka Talentov) terminó en segundo lugar. En esta edición participaron 24 semifinalistas, de los que 14 fueron finalistas. El formato se repitió en 2008, con 20 semifinalistas y 10 finalistas.
La edición de 2009 cambió su formato a dos shows. Tenía 14 semifinalistas, seleccionados de entre las canciones presentadas en convocatoria abierta y 6 finalistas automáticos, invitados por la RTV SLO. Ocho canciones se clasificaron para la final. En ambos programas se utilizó el sistema de voto mixto, es decir, 50% de televoto y 50% del jurado.
En 2010, la RTV SLO invitó a 7 compositores y solo 7 calificaron para la semifinal. En ambos programas se utilizó el 100% de televoto debido a la controversia en 2009.
En 2011, la RTV SLO decidió aceptar solo canciones de 10 compositores a los que invitaron. En la final, el jurado de expertos eliminó 8 canciones en la primera ronda y el televoto eligió al ganador.
En 2012, la RTV SLO decidió introducir un programa de talentos titulado "Misija Evrovizija" (Misión Eurovisión). En este programa, participaron 2 concursantes que provenían de otro programa, "Misija EMA" (Misión EMA).
En 2013, el EMA no se celebró por primera vez y el representante se eligió internamente. La intención inicial de la RTV SLO de retirarse ese año de Eurovisión y la decisión a última hora de participar en el Festival, hizo que la RTV SLO no tuviera tiempo de producirlo.

## Ganadores
| Año  | Canción                                                | Artista                           | Autor(es)                                       | Eurovisión                                            | Eurovisión      | Eurovisión      | Eurovisión    | Eurovisión    |
| Año  | Canción                                                | Artista                           | Autor(es)                                       | Canción                                               | Final           | Puntos          | Semifinal     | Puntos        |
| ---- | ------------------------------------------------------ | --------------------------------- | ----------------------------------------------- | ----------------------------------------------------- | --------------- | --------------- | ------------- | ------------- |
| 1993 | «Tih deževen dan» (Un tranquilo día de lluvia)         | 1X Band                           | Cole Moretti Tomaž Kosec                        |                                                       | 22              | 9               | 1             | 54            |
| 1994 | No participó                                           | No participó                      | No participó                                    | No participó                                          | No participó    | No participó    | No participó  | No participó  |
| 1995 | «Prisluhni mi» (Escúchame)                             | Darja Švajger                     | Primož Peterca Sašo Fajon                       |                                                       | 7               | 84              | Sin semifinal | Sin semifinal |
| 1996 | «Dan najlepših sanj» (El día de los sueños más bellos) | Regina                            | Aleksander Kogoj                                |                                                       | 21              | 16              | Sin semifinal | Sin semifinal |
| 1997 | «Zbudi se» (Despierta)                                 | Tanja Ribič                       | Saša Lošić Zoran Predin                         |                                                       | 10              | 60              | Sin semifinal | Sin semifinal |
| 1998 | «Naj bogovi slišijo» (Deja que los dioses escuchen)    | Vili Resnik                       | Matjaž Vlašič Urša Vlašič                       |                                                       | 18              | 17              | Sin semifinal | Sin semifinal |
| 1999 | «Še tisoč let» (Desde hace mil años)                   | Darja Švajger                     | Primož Peterca Sašo Fajon                       | For a Thousand Years                                  | 11              | 50              | Sin semifinal | Sin semifinal |
| 2000 | No participó                                           | No participó                      | No participó                                    | No participó                                          | No participó    | No participó    | No participó  | No participó  |
| 2001 | «Ne, ni res» (No, not really)                          | Nuša Derenda                      | Matjaž Vlašič Urša Vlašič                       | Energy                                                | 7               | 70              | Sin semifinal | Sin semifinal |
| 2002 | «Samo ljubezen» (Solo amor)                            | Sestre                            | Robert Pešut Barbara Pešut                      |                                                       | 13              | 33              | Sin semifinal | Sin semifinal |
| 2003 | «Lep poletni dan» (Un bonito día de verano)            | Karmen Stavec                     | Martin Štibernik Karmen Stavec                  | Nanana                                                | 23              | 7               | Sin semifinal | Sin semifinal |
| 2004 | «Stay Forever» (Quédate para siempre)                  | Platin                            | Simon Gomilšek Diana Lečnik                     |                                                       | No se clasificó | No se clasificó | 21            | 5             |
| 2005 | «Stop» (Para)                                          | Omar Naber                        | Omar Naber Urša Vlašič                          |                                                       | No se clasificó | No se clasificó | 12            | 69            |
| 2006 | «Plan B»                                               | Anžej Dežan                       | Matjaž Vlašič Urša Vlašič                       | Mr Nobody                                             | No se clasificó | No se clasificó | 16            | 49            |
| 2007 | «Cvet z juga» (Flor del sur)                           | Alenka Gotar                      | Andrej Babić                                    |                                                       | 15              | 66              | 7             | 140           |
| 2008 | «Vrag naj vzame» (Al diablo con eso)                   | Rebeka Dremelj                    | Josip Miani-Pipi Amon                           |                                                       | No se clasificó | No se clasificó | 11            | 36            |
| 2009 | «Love Symphony» (Sinfonía de amor)                     | Quartissimo feat. Martina Majerle | Andrej Babić Aleksandar Valenčić                |                                                       | No se clasificó | No se clasificó | 16            | 14            |
| 2010 | «Narodnozabavni rock» (Folk rock)                      | Ansambel Roka Žlindre & Kalamari  | Marino Legović Leon Oblak                       |                                                       | No se clasificó | No se clasificó | 16            | 6             |
| 2011 | «Vanilija» (Vainilla)                                  | Maja Keuc                         | Matjaž Vlašič Urša Vlašič                       | No One                                                | 13              | 96              | 3             | 112           |
| 2012 | «Verjamem» (Yo creo)                                   | Eva Boto                          | Vladimir Graić Igor Pirkovič                    |                                                       | No se clasificó | No se clasificó | 17            | 31            |
| 2013 | No se celebró                                          | No se celebró                     | No se celebró                                   | «Straight into love» (Directo al amor) Hannah Mancini | No se clasificó | No se clasificó | 16            | 8             |
| 2014 | «Spet» (Otra vez)                                      | Tinkara Kovač                     | Aleš Vovk Tinkara Kovač Hannah Mancini Tina Piš | Round and Round                                       | 25              | 9               | 10            | 52            |
| 2015 | «Here for You» (Aquí para tí)                          | Maraaya                           | Aleš Vovk Marjetka Vovk Charlie Mason           |                                                       | 14              | 39              | 5             | 92            |
| 2016 | «Blue and Red» (Azul y Rojo)                           | ManuElla                          | Marjan Hvala Manuella Brečko Leon Oblak         |                                                       | No se clasificó | No se clasificó | 14            | 57            |
| 2017 | «On My Way» (En mi camino)                             | Omar Naber                        | Omar Naber                                      |                                                       | No se clasificó | No se clasificó | 17            | 36            |
| 2018 | «Hvala, ne!» (¡No, gracias!)                           | Lea Sirk                          | Lea Sirk Tomy DeClerque                         |                                                       | 22              | 64              | 8             | 132           |
| 2019 | «Sebi» (A ti mismo)                                    | Zala Kralj y Gašper Šantl         | Zala Kralj Gašper Šantl                         |                                                       | 15              | 105             | 6             | 167           |